# Строкаті історії
«Строкаті історії» (дав.-гр. Ποικίλη ἱστορία, лат. Varia Historia) — твір римського письменника Клавдія Еліана, написаний грецькою мовою в першій половині III століття (імовірно після «Про природу тварин» того ж автора). Включало 14 книг, більшість з яких збереглися в скороченому вигляді. Являє собою збірку анекдотів та біографічних нарисів, списків, висловів, описів природних чудес та дивних місцевих звичаїв. Сам твір складається з низки анекдотів, афоризмів і переказів про відомих людей з античної історії та культури. Інформація, яку повідомляє Еліан, далека від достовірності, а джерело майже ніколи не цитується. Тим не менш, твір важливий для реконструкції формування наративів і легендарних сюжетів, які поширюватимуться в Середньовіччі про Александра Македонського, Перікла, Алківіада, Семіраміду та інших; серед десятків байок маємо одну з найбільш ранніх версій «теми Попелюшки», викладених в єгипетському контексті (див. історію Родопі).
«Строкаті історії», які вважалися в пізньоантичну епоху рядовим твором, нині є цінним джерелом для антикознавства. Вони набули величезного пізнавального інтересу, оскільки зберегли для нас безліч різнобічних відомостей, часом ніде більше не зафіксованих».

## Переклади українською
- Клавдій Еліан. Строкаті історії. Переклад з давньогрецької та передмова Дзвінки Коваль. — Львів: видавництво «Апріорі», 2020. — 320 с. — ISBN 978-617-629-495-5